# Амарилья, Рауль Висенте
Рау́ль Висе́нте Амари́лья Ве́ра (исп. Raúl Vicente Amarilla Vera; 20 октября 1961, Луке) — парагвайский футболист, нападающий. В 1990 году был признан футболистом года в Южной Америке. В тот год Амарилья завоевал с асунсьонской «Олимпией» Кубок Либертадорес.

## Биография
Рауль начал свою карьеру в «Спортиво Лукеньо», в возрасте 17 лет был куплен испанским клубом «Реал Сарагоса». Там в сезоне 1982/83 он стал вторым в споре бомбардиром Ла Лиги. В 1985 году Амарилью купила «Барселона». В составе каталонцев он стал чемпионом Испании и обладателем Кубка Испании.
Амарилья совершил, возможно, самую большую ошибку в своей карьере, сыграв 2 матча за молодёжную сборную Испании. Впоследствии это не позволило одному из лучших бомбардиров мира на рубеже 1980-х—90-х годов выступать за сборную Парагвая.
На клубном уровне по возвращении в Парагвай, в «Олимпию», начиная с 1988 года Амарилья добился значительных успехов, выиграв ряд внутренних и международных трофеев.
В настоящее время Амарилья работает футбольным тренером.

## Достижения
- Чемпион Испании (1): 1984/85
- Чемпион Парагвая (2): 1988, 1993
- Обладатель Кубка Испании (1): 1987/88
- Обладатель Кубка Либертадорес (1): 1990
- Обладатель Рекопы (1): 1990
- Обладатель Межконтинентального кубка (1): 1990
- Футболист года в Южной Америке (1): 1990
- Лучший бомбардир Кубка Либертадорес (1): 1989
- Лучший бомбардир чемпионата Парагвая (1): 1988